# صياد السمك أصهب الطوق
صياد السمك أصهب الطوق (الاسم العلمي: Actenoides concretus) هو نوع من رتبة (تصنيف) رفراف.